# Jean Errard
Jean Errard (Bar-le-Duc, 1554 – Sedan, 20 luglio 1610) è stato un architetto, matematico e ingegnere militare francese.

## Biografia

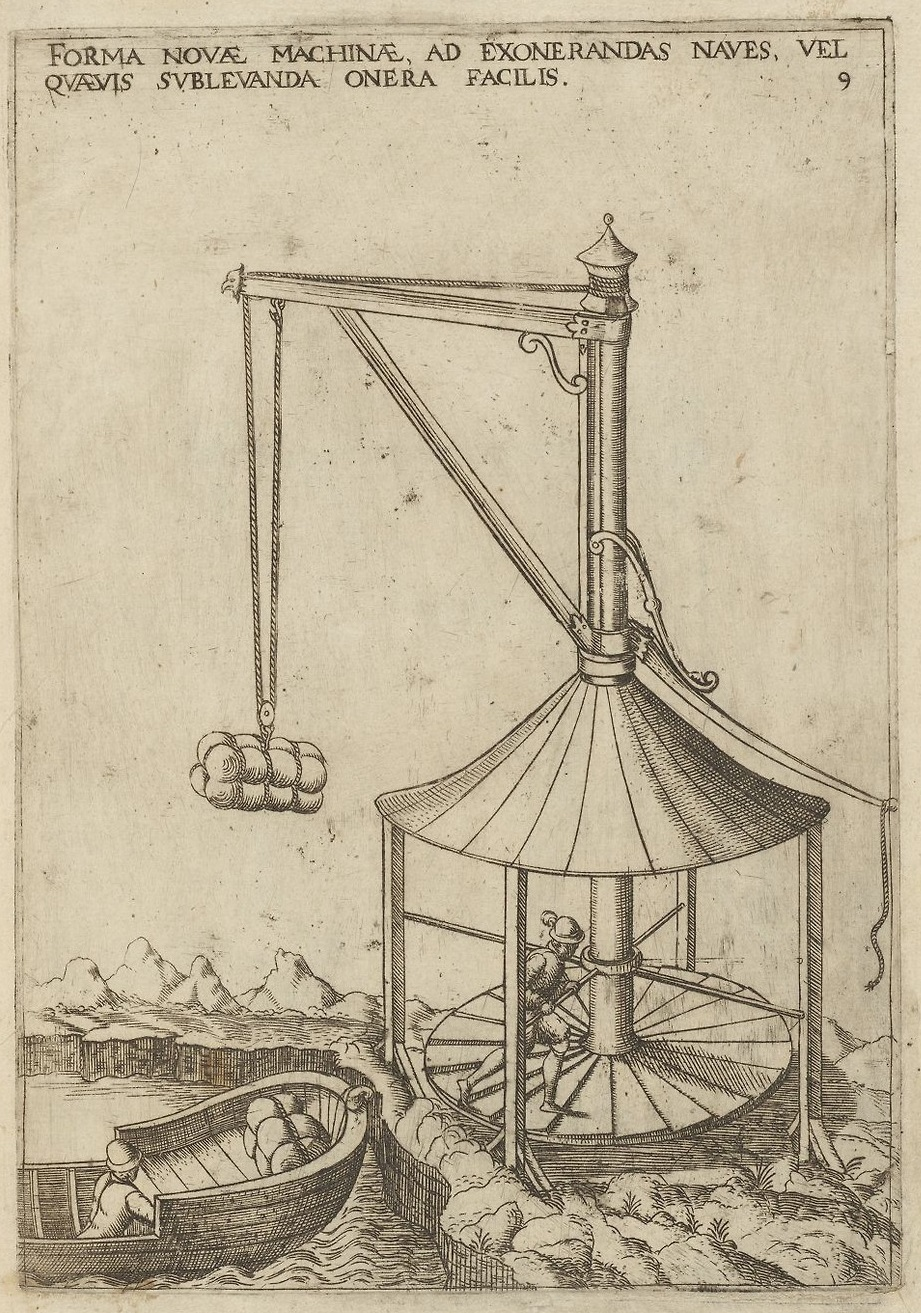
Strumento matematico meccanico elaborato re Errard

Jean Errard nacque in una famiglia di notabili. È certo che si unì al protestantesimo non più tardi del 1572, poiché frequentava la Chiesa riformata francese a Heidelberg (il che non gli impedì di servire successivamente il cattolico Carlo III di Lorena). Fu iscritto all'Università Ruprecht Karl di Heidelberg nel 1573. Senza dubbio trovò rifugio nel Palatinato per motivi religiosi, essendo il protestantesimo bandito nei ducati di Bar e Lorena.
Dopo buoni studi in matematica e geometria, nel 1580 entrò al servizio di Carlo III di Lorena. All'inizio degli anni '80 visse in Lorena e sposò Barbe de Rains (o Reims), figlia di un consigliere della camera dei conti di Barrois. Dedicò il suo primo libro di strumenti matematici (Nancy, 1584) al duca di Lorena Carlo III che ne finanziò la pubblicazione. Così diventò uno tra i più famosi ingegneri militari di Francia, oltre che uno dei primi scrittori di strumenti matematici meccanici.
Tuttavia, preferendo essere fedele alla sua fede durante le guerre di Lega, entrò al servizio dei principi di Sedan per i quali difese la piccola roccaforte di Jametz durante un lungo assedio (1588-1589). Assediati dalle truppe lorenesi di Carlo III alla fine del 1587, gli abitanti, dopo un consiglio di guerra presieduto dall'ingegnere, firmano la capitolazione il 24 luglio 1589, e si rifugiano a Sedan dove Jean Errard diventa professore all'Accademia locale.
Con la sua lunga difesa di Jametz, la fama di Errard raggiunse Enrico IV di Francia, appena incoronato, che lo chiama al suo servizio. Servì poi Enrico IV, partecipando per lui a vari assedi (Amiens, 1597), elaborando progetti di fortificazioni, in particolare in Piccardia, a Tolone, Laon, Calais, Amiens. Accompagna il suo sovrano nelle varie campagne svolte per conquistare il suo regno, cura le operazioni di assedio, costruisce bastioni e costruisce nuove fortificazioni. Ha anche scritto diverse opere esponendo i suoi riflessi geometrici e applicando la geometria alle fortificazioni. Si affidava molto agli ingegneri militari italiani allora ben più avanti di quelli di altri paesi europei; fu il primo in Francia ad applicare la fortificazione a bastioni (detta appunto système d'Errard) che, per gli enormi vantaggi rispetto ai sistemi precedenti fece denominare il suo realizzatore 'padre delle fortificazioni'.
Nel 1599, Enrico IV, per ringraziarlo, lo nominò ingegnere ordinario delle fortificazioni delle province della Piccardia e dell'Île-de-France, l'ammise nel consiglio reale, gli concesse il privilegio di battere moneta nel 1595, insignendolo di un titolo nobiliare nel 1599, e così continuò il suo lavoro fino alla morte (19 o 20 luglio 1610) che seguì da poco quella del re.
Errard lasciò numerosi trattati, tra i quali si può menzionare La Fortification réduicte en art démonstrée (1600).

## Pubblicazioni
- Premier livre des instruments mathématiques (Nancy, 1584);
- La géométrie et practique générale d’icelle (Parigi, 1594);
- Réfutation de quelques propositions du livre de M. de l’Escale de la quadrature du cercle par luy intitulé : Cyclometrica elementa duo (Parigi, 1594);
- La fortification démonstrée et réduicte en art (Parigi, 1600);
- Les neuf premiers livres d'Euclide (Parigi, 1605).